# Ayni

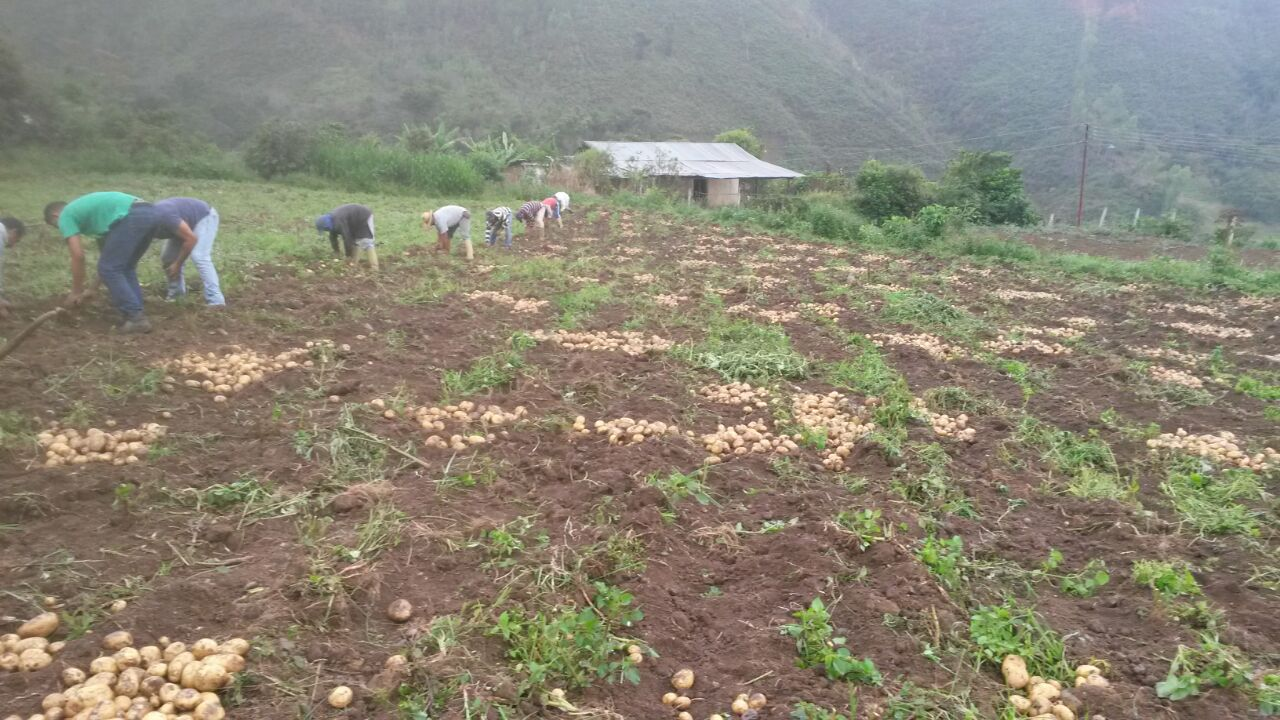
Ayni.

El ayni puede referirse al concepto de reciprocidad o mutualismo entre personas de las comunidades andinas o la práctica de este concepto. Como sustantivo, la ley de ayni establece que todo en el mundo está conectado y es el único mandamiento que rige la vida diaria en muchas comunidades como los Q'ero. Como verbo, a menudo se refiere a la cooperación entre los miembros de una comunidad cuando un miembro da a otro, tiene derecho a recibir algo a cambio. Entre los practicantes bien conocidos del ayni se incluyen los quechuas y los aymaras, así como muchas otras etnias que viven en Perú, Ecuador y Bolivia.

## Ayni como sustantivo
En comunidades como los Q'ero, cinco principios definen la forma de vida andina: munay (amar), yachay (aprender, conocer y recordar), llan'kay (trabajar), kawsay (vida), y  ayni (reciprocidad). Entre ellos, el ayni se considera el principio más importante, ya que proporciona la columna vertebral de la vida. Esto se debe a que el ayni no se limita a recibir una compensación por la ayuda anterior; una definición más amplia de ayni sería el intercambio de energía entre los humanos, la naturaleza y el universo.
Un ejemplo de esto sería ayni entre un ser humano y un árbol: un humano riega un árbol y el árbol usa esta agua para convertir el dióxido de carbono en oxígeno y glucosa. Los humanos usan el oxígeno para realizar la respiración y sobrevivir, y algo de glucosa puede eventualmente encontrar su camino hacia los productos que usan los humanos, como las frutas. A cambio, los humanos convierten el oxígeno en dióxido de carbono para que lo use el árbol, así como también plantan semillas que el árbol produjo para crear más árboles. El simple acto de regar un árbol también puede generar recompensas que incluyen, entre otras, la creación de sombra, barreras contra el viento, anclajes en el suelo y más. Las relaciones que pueden definirse como ayni se extienden así a todo lo beneficioso que involucre a dos partes.

## Ayni como verbo
En la práctica, las comunidades quechua y aimara aplican ayni a través de la interacción entre humanos. Se cree que esto se originó por el duro clima de la región montañosa andina y el mutualismo exigido para la supervivencia de las personas que viven allí.
Los miembros de una comunidad ayudan a otros miembros con fines privados cuando se necesita apoyo para actividades como la construcción y la siembra. Los participantes son provistos de comida y bebida por la parte anfitriona. La parte que recibió la ayuda devuelve el favor al ayudar a aquellos que los ayudaron a ellos u otras personas que necesitan ayuda, completando la reciprocidad.
Esto no debe confundirse con Mink'a , también nativa de la región andina, en la que los participantes suelen recibir pagos por servicios como la cosecha de cultivos.

## Dimensiones
Se mencionan 4 dimensiones del ayni, de las cuales dos serían tangibles y dos intangibles, entre los tangibles se hallan los que se dan durante una fiesta , como el preste y los que se dan en privado, como un préstamo o ayuda en la cosecha; entre los intangibles se halla el ayni semi-visible que involucra a las divinidades, los agradecimientos en forma de ofrendas que serían la parte visible y la respuesta con las bendiciones requeridas que son dadas por las divinidades invisibles, la cuarta y última dimensión intangible la constituyen los buenos deseos y la manera de relacionarse integralmente con las personas.